# Josep Antoni Barraquer i Roviralta

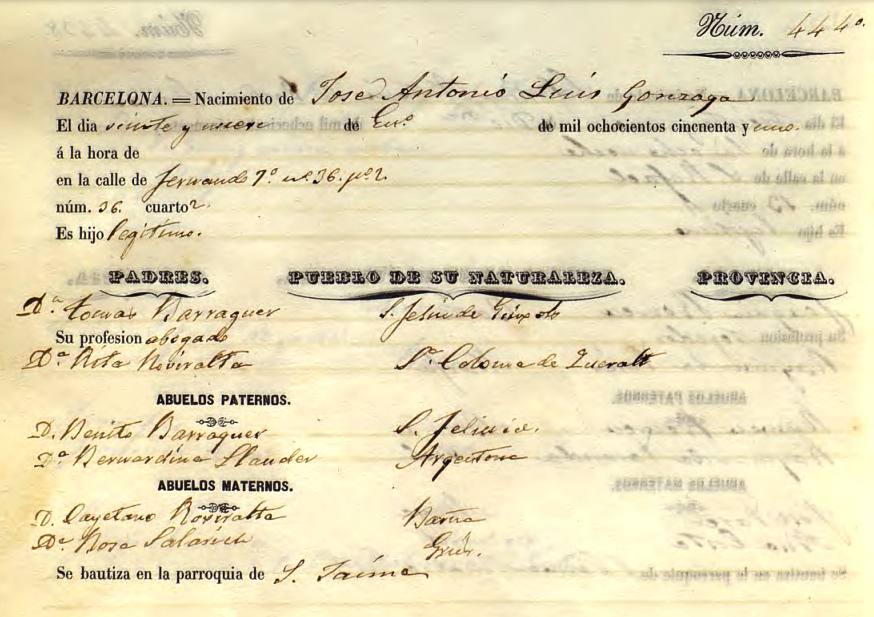
segons consta en el Registre Civil de Barcelona, la seva data de naixement és el 29/01/1851

Josep Antoni Barraquer i Roviralta (Barcelona, 29 de gener de 1851 - Barcelona, 25 d'abril de 1924) fou un metge oftalmòleg català, germà de l'historiador religiós Gaietà Barraquer i Roviralta i del neuròleg Lluís Barraquer i Roviralta. Fou oncle del cardenal Francesc d'Assís Vidal i Barraquer. Pare de l'oftalmòleg Ignasi Barraquer i Barraquer i avi del també oftalmòleg Joaquim Barraquer Moner.

## Biografia
La seva família era originària de Sant Feliu de Guíxols. El seu pare, Tomàs Barraquer i de Llauder, era parent del militar Manuel de Llauder i de Camín. Era el tercer de vuit germans, un d'ells militar (Josep Oriol). L'any 1872, sent estudiant i juntament amb altres companys com Salvador Cardenal Fernández, va fundar el Laboratorio per dedicar-se a la medicina experimental, antecedent de l'actual Associació d'Estudiants de Ciències de la Salut (AECS). El 1877 es va llicenciar en medicina en la Universitat de Barcelona i es doctorà a la Universitat de Madrid. El 1879 va fundar un dispensari a l'Hospital de la Santa Creu al carrer del Carme de Barcelona, i es va interessar per la histologia de la mà de Santiago Ramón y Cajal, qui aleshores era establert a Barcelona. Va començar a fer talls en sèrie de la regió orbitària de l'ull, que en seran una base fonamental per al coneixement anatòmic de l'ull.
Va marxar un temps a París per estudiar malalties oculars amb Xavier Galezowski, Louis de Wecker i Photinos Panas com a mestres, i hi va tenir com a mestres Charles Philippe Robin i Louis Ranvier. Després va tornar a Barcelona, va organitzar el servei d'oftalmologia a l'Hospital de la Santa Creu, que va dirigir des de 1880 fins a 1910, quan marxà a l'Hospital Clínic
El 1888 va participar en el Congrés Mèdic de Barcelona, on arran de la comunicació La ceguesa a Espanya es va proposar al govern que implantés l'ensenyament de l'oftalmologia a les facultats de Medicina. Després de diverses traves, el govern va acceptar fer-ho sense convocar oposicions i nomenant directament als catedràtics sota proposta prèvia de les facultats de medicina i els Reials Acadèmies. Josep Antoni Barraquer fou nomenat catedràtic d'oftalmologia en la Facultat de Medicina de la Universitat de Barcelona el 1914, càrrec que va ocupar fins a la seva jubilació.
Destacà com a important cirurgià, va idear noves tècniques d'extracció extracapsular de cataractes i fou un dels primers a aplicar la cocaïna com a anestèsic. També fou expert com a micrògraf i entre els seus treballs cal esmentar els dedicats a la histologia normal i patològica, especialment a la histopatologia sobre lesions oculars, morfologia normal i anatomia topogràfica.
De 1894 a 1898 fou membre de la Reial Acadèmia de Medicina de Catalunya. El 1903 va fundar la Societat Oftalmològica de Barcelona i va dirigir les revistes especialitzades Boletín de la Clínica Oftalmológica de l'Hospital de la Santa Creu (1885-1886) i Oftalmología (1908-1912).